# “Mi Regreso” Live At Private Club
“Mi Regreso” Live At Private Club es el segundo álbum en vivo de Héctor Lavoe, publicado el año 2005 por el sello Fania Records. Se presume que este disco se haya grabado en 1988 o 1989, debido a las cosas habladas por Héctor como la caída del noveno piso o su estadía en el hospital. En este disco se pueden oír temas como Periódico de Ayer, Mi Gente, Plato de Segunda Mesa, así como una extraña y corta versión del tema de Tito Puente, Se Me Cayó el Tabaco.

## Lista de canciones
Existen dos versiones de este disco, el primero es el que fue lanzado por el sello Fania Records en 2005 que contiene partes editadas del concierto original dado por Lavoe, el segundo es el que contiene el audio completo.
| Audio distribuido por el sello Fania |                              |                   |          |  |
| N.º                                  | Título                       | Compositor(es)    | Duración |  |
| 1.                                   | «Intro/Se Me Cayó El Tabaco» | Héctor Lavoe      | 1:28     |  |
| 2.                                   | «Rompe Saraguey»             | Virgilio González | 7:38     |  |
| 3.                                   | «El Cantante»                | Rubén Blades      | 3:00     |  |
| 4.                                   | «Mi Gente»                   | Johnny Pacheco    | 14:12    |  |
| 5.                                   | «Talking Interlude 1»        | Héctor Lavoe      | 1:53     |  |
| 6.                                   | «Periódico De Ayer»          | C. Curet Alonso   | 3:49     |  |
| 7.                                   | «Talking Interlude 2»        | Héctor Lavoe      | 4:05     |  |
| 8.                                   | «Plato De Segunda Mesa»      | C. Curet Alonso   | 4:42     |  |

| Audio Completo |                         |                   |          |  |
| N.º            | Título                  | Compositor(es)    | Duración |  |
| 1.             | «Mi Gente»              | Johnny Pacheco    | 14:44    |  |
| 2.             | «Talking Interlude 1»   | Héctor Lavoe      | 2:11     |  |
| 3.             | «Periódico De Ayer»     | C. Curet Alonso   | 6:57     |  |
| 4.             | «Talking Interlude 2»   | Héctor Lavoe      | 4:33     |  |
| 5.             | «Plato De Segunda Mesa» | C. Curet Alonso   | 8:19     |  |
| 6.             | «Se Me Cayó El Tabaco»  | Héctor Lavoe      | 2:02     |  |
| 7.             | «Rompe Saraguey»        | Virgilio González | 7:41     |  |
| 8.             | «Talking Interlude 3»   | Héctor Lavoe      | 0:40     |  |
| 9.             | «El Cantante (Close)»   | Rubén Blades      | 3:03     |  |
| 10.            | «El Cantante»           | Rubén Blades      | 11:19    |  |

## Músicos
- Cantante - Héctor Lavoe
- Congas - Patato (Artista Invitado)
- Bajo - Ray Martínez
- Trompeta - Chris Anderson